# Astranthiinae
Astranthiinae je podtribus glavočika,  dio tribusa Astereae. Postoji tri roda, od kojih je najznačajniji Astranthium.
Postoje ukupno 32 vrste raširene po Sjevernoj Americi (SAD, Meksiko).

## Rodovi
1. Astranthium Nutt.  (11 spp.)
2. Dichaetophora A.Gray  (1 sp.)
3. Townsendia Hook. (30 spp.)